# Grönlandsval
Grönlandsval (Balaena mysticetus) är den enda arten i släktet Balaena, tillhörande familjen rätvalar. Grönlandsvalar blir upp till 24 m långa och lever i arktiska havsområden.

## Beskrivning

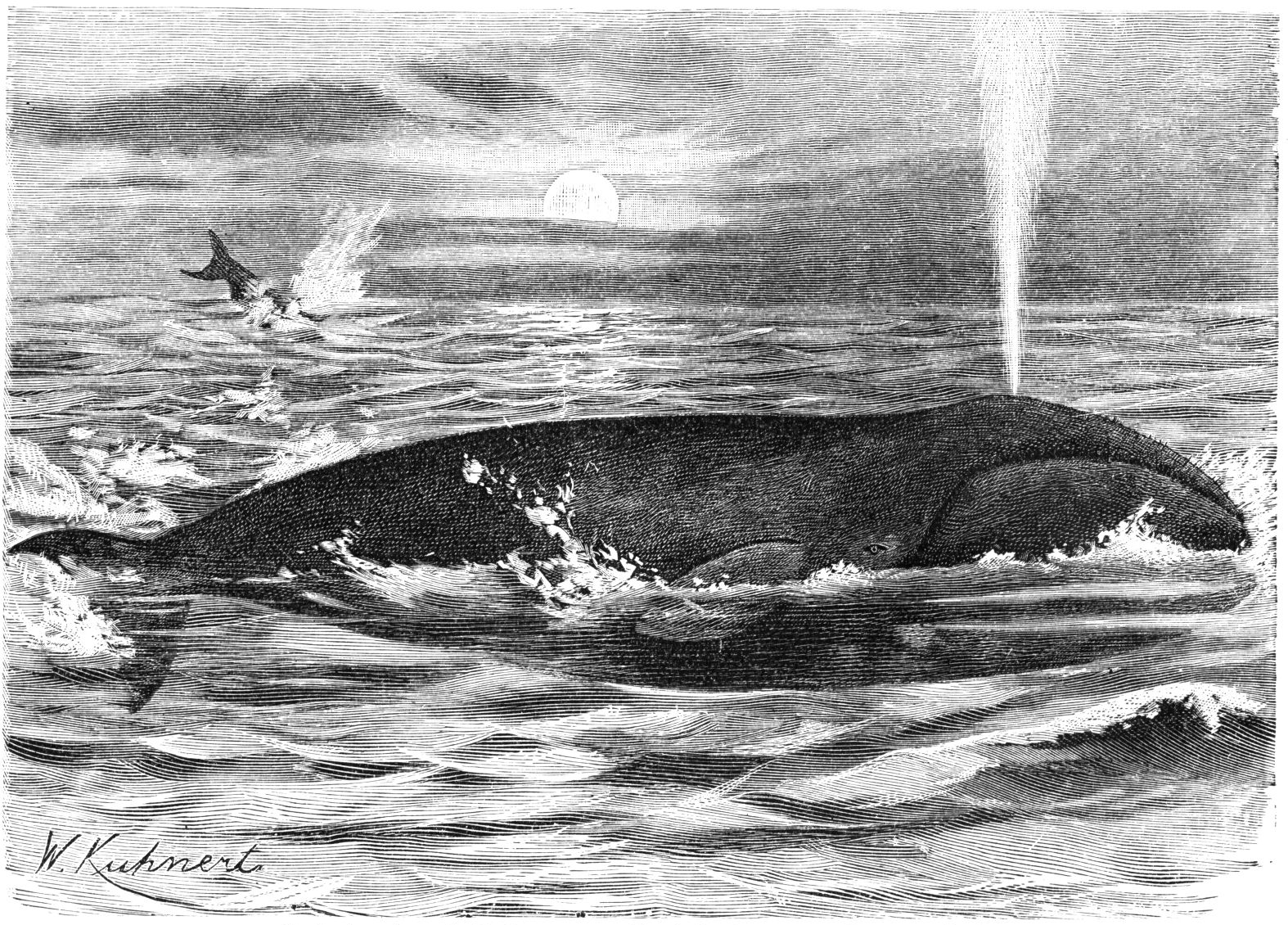
Historisk teckning

Grönlandsvalen räknas som en av de största valarterna och blir vanligen 15 till 18 meter lång. Längre individer har dock påträffats och enligt vissa uppgifter kan de uppnå en längd på 24 meter. Grönlandsvalen väger vanligen 80–100 ton, men den uppmätta maxvikten är 136 ton. Likt andra rätvalar har grönlandsvalen ett stort huvud. Kroppen är svart, med vit haka och eventuellt ljusa partier på buken.
I övre käken finns mer än 300 barder som vanligtvis är upp till 4 m långa (längsta barden var 5,8 m lång). Med sina två blåshål skapar den en V-formig utblåsning. Mer än 90 % av beståndet lever i norra delar av Stilla havet och bara 10 % i Atlanten. Detta beror troligen på den tidigare jakten.

## Ekologi
Grönlandsvalen stannar uppe vid havsytan i upp till två minuter för att sedan dyka i fem till tio minuter. Enligt vissa uppgifter kan den dyka i nästan en timme. Som alla bardvalar äter grönlandsvalen plankton och räkor, cirka 1 800 kg per dag. Under sina vandringar på våren och hösten bildar grönlandsvalar grupper med upp till 14 individer. Innan den stora valjakten ingick ofta mer än hundra djur i gruppen.
Honan är dräktig i 13 månader. Sen föds en fyra meter lång kalv, som dias ett år. En grönlandsval blir könsmogen först i 25-årsåldern. Den genomsnittliga livstiden är fyrtio år. Med hjälp av harpunspetsar som hittats i valkroppar blev det känt att några individer kan nå en ålder av mer än 200 år.

## Utbredning
Grönlandsvalen finns i fyra områden med fyra separata populationer: i Ochotska havet utanför östra Ryssland, Berings hav och vattnen norr om Alaska, området mellan Kanada och Grönland samt i de nordligaste områdena i nordöstra Atlanten.

## Valjakt
Tidigare fanns det så många grönlandsvalar att brittiska valjägare betecknade djuret som Common Whale ("Vanlig val"). På grund av det tjocka fettskiktet och de långa barderna var djuret starkt eftertraktat. Redan vid början av 1700-talet var grönlandsvalen i haven runt Spetsbergen nästan utrotad. Jakten pågick senare i utanför Grönland och Kanada. Ungefär vid mitten av 1800-talet började valjägare från USA med jakten i Stilla havet. Antalet grönlandsvalar sjönk från över 10 000 till ett par hundra under 1800-talets lopp.
Efter genomförandet av skyddsåtgärder ökar beståndet. Nu finns det mellan 5 000 och 8 000 grönlandsvalar. I norra Atlanten trodde man att arten var utdöd men det visade sig att en liten population har överlevt. Idag jagas den främst av inuiterna i Alaska, dock ej i industriell skala utan med tillstånd för traditionellt husbehov.